# Sal Koster
Sal (Salomon Abraham) Koster (Rotterdam, 2 februari 1910 - Delft, 4 augustus 2000) was decoratieschilder, reclameschilder en kunstenaar.
Koster volgde een opleiding tot decoratieschilder aan de Academie van Beeldende Kunsten en Technische Wetenschappen in Rotterdam, de voorloper van de Willem de Kooning Academie. Tegelijkertijd werkte hij in het atelier van Jaap Gidding. Hij maakte de opleiding niet af. Hij assisteerde Gidding bij het werk aan bioscoop Tuschinski in Amsterdam.
Na de Tweede Wereldoorlog werkte hij als reclameschilder voor diverse bioscopen in Rotterdam, Den Haag en Delft. Hij was lid van de Delftse kunstenaarsvereniging Kring '46. Zijn kunstwerken bevinden zich overwegend in privécollecties.